# Oktober 2023
Portal Geschichte | Portal Biografien | Aktuelle Ereignisse | Jahreskalender | Tagesartikel

◄ |
20. Jahrhundert |
21. Jahrhundert

◄ |
1990er |
2000er |
2010er |
2020er
| 2030er | 2040er

◄ |
2019 |
2020 |
2021 |
2022 |
2023
| 2024 | 2025 | 2026 | 2027 | ►

◄ |
Juli 2023 |
August 2023 |
September 2023 |
Oktober 2023 |
November 2023 |
Dezember 2023 |
Januar 2024 |
►
Dieser Artikel behandelt tagesbezogene Nachrichten und Ereignisse im Oktober 2023. Eine Artikelübersicht zu thematischen „Dauerbrennern“ und zu länger andauernden Veranstaltungen findet sich auf der Seite zu den laufenden Ereignissen. Der Monat war weltpolitisch vom Terrorangriff der Hamas auf Israel am 7. Oktober und dem anschließenden Krieg in Israel und Gaza sowie dem anhaltenden Russischen Überfall auf die Ukraine überschattet. Der Monat war laut dem EU-Klimadienst Copernicus der wärmste Oktober seit Beginn der Messungen.

## Tagesgeschehen

### Sonntag, 1. Oktober 2023
- Washington, D.C./Vereinigte Staaten: Charles Brown wird Nachfolger von Mark Milley als Vorsitzender des Vereinigten Generalstabs der Streitkräfte der Vereinigten Staaten.

### Montag, 2. Oktober 2023
- Kiew/Ukraine: In Kiew treffen sich alle 27 EU-Außenminister.
- Stockholm/Schweden: Der Nobelpreis für Physiologie oder Medizin[2] geht an die Ungarin Katalin Karikó und den US-Amerikaner Drew Weissman.

### Dienstag, 3. Oktober 2023
- Hamburg/Deutschland: Nationalfeiertag: Die Feierlichkeiten zu 33 Jahre Tag der Deutschen Einheit finden in Hamburg statt.
- Stockholm/Schweden: Der Nobelpreis für Physik[2] geht an Pierre Agostini (Frankreich/Vereinigte Staaten), Ferenc Krausz (Ungarn/Österreich) und Anne L’Huillier (Frankreich/Schweden) „für experimentelle Methoden, die Attosekunden-Lichtimpulse zur Untersuchung der Dynamik von Elektronen in Materie erzeugen“.
- Venedig/Italien: Bei einem Busunglück im Stadtteil Mestre sterben 21 Menschen, weitere 18 werden verletzt.
- Washington, D.C./Vereinigte Staaten: Nach dem Antrag des Trump-nahen parteiinternen Rivalen Matt Gaetz ist der Sprecher des Repräsentantenhauses der USA, Kevin McCarthy, im Streit um den Haushalt abgewählt worden.

### Mittwoch, 4. Oktober 2023
- Berlin/Deutschland: Die Bundesregierung beschließt das Klimaschutzprogramm 2023.[3]
- Stockholm/Schweden: Der Nobelpreis für Chemie[2] geht an Moungi Bawendi (Vereinigte Staaten), Louis Brus (Vereinigte Staaten) und Alexei Jekimow (Russland) für ihre Forschungen auf dem Gebiet der Quantenpunkte.

### Donnerstag, 5. Oktober 2023
- Ahmedabad/Indien: Beginn des ICC Cricket World Cup (bis 19. November).
- Granada/Spanien: 3. Gipfeltreffen der Europäischen Politischen Gemeinschaft.[4]
- Homs/Syrien: Bei einem Drohnenangriff auf die örtliche Militärakademie während einer Abschlussfeier werden laut der Syrischen Beobachtungsstelle für Menschenrechte über 100 Menschen, darunter Zivilisten, getötet und weitere 125 verletzt. Der syrische Verteidigungsminister Ali Mahmoud Abbas hatte an der Feier teilgenommen, verließ sie jedoch wenige Minuten vor dem Anschlag.[5][6]
- Stockholm/Schweden: Dem norwegischen Autor Jon Fosse wird der Nobelpreises für Literatur zuerkannt.[2]

### Freitag, 6. Oktober 2023
- Oslo/Norwegen: Der im Iran inhaftierte Menschenrechtsaktivistin Narges Mohammadi wird der Friedensnobelpreis zugesprochen.[2]

### Samstag, 7. Oktober 2023
- Herat/Afghanistan: Bei einem heftigen Erdbeben in der Grenzregion nahe dem Iran sterben mehr als 1400 Menschen.
- Jerusalem/Israel: Terrorangriff der Hamas auf Israel 2023

### Sonntag, 8. Oktober 2023
- Antwerpen/Belgien: Die Weltmeisterschaften im Kunstturnen gehen zu Ende.
- Stadt Luxemburg/Luxemburg: Parlamentswahl
- München/Deutschland: Landtagswahl in Bayern
- Wiesbaden/Deutschland: Landtagswahl in Hessen

### Montag, 9. Oktober 2023
- Stockholm/Schweden: Der Alfred-Nobel-Gedächtnispreises für Wirtschaftswissenschaften geht an Claudia Goldin[2]

### Dienstag, 10. Oktober 2023
- Monrovia/Liberia: Parlaments- und Präsidentschaftswahlen

### Samstag, 14. Oktober 2023
- Sonnenfinsternis vom 14. Oktober 2023
- Baton Rouge/Vereinigte Staaten: Gouverneurswahl in Louisiana
- Canberra/Australien: Referendum über die Stimme der australischen Ureinwohner
- Chicago/Vereinigte Staaten: Ein 71-jähriger Mann sticht aus antimuslimisch-rassistischem Motiv mit einem Militärmesser 26-mal auf einen siebenjährigen Jungen. Der Knabe verstirbt, die Mutter wird schwer verletzt. Die Opfer gehören einer palästinensischen Familie an, welche vor zwölf Jahren das Westjordanland verlassen hat. Der Täter will sich laut eigenen Angaben mit seiner Tat für die Angriffe der Hamas auf Israel rächen.[7]
- Wellington/Neuseeland: Die Parlamentswahl in Neuseeland gewinnt die konservative New Zealand National Party mit Christopher Luxon.[8]
- Wessobrunn/Deutschland: Die Tassilolinde in der Nähe vom Kloster Wessobrunn wird vom Kuratorium Nationalerbe-Baum der Deutschen Dendrologischen Gesellschaft zum Nationalerbe-Baum ausgezeichnet.[9]

### Sonntag, 15. Oktober 2023
- Quito/Ecuador: In der Stichwahl der Präsidentschaftswahl treten Luisa González und Daniel Noboa gegeneinander an.
- Tlaxcala/Mexiko: Finale der Beachvolleyball-Weltmeisterschaft
- Warschau/Polen: Parlamentswahl

### Montag, 16. Oktober 2023
- Brüssel/Belgien: Bei einem islamistischen Terroranschlag tötet ein Tunesier zwei schwedische Fußballfans und verletzt einen weiteren.

### Dienstag, 17. Oktober 2023
- Peking/China: 3. Seidenstraßengipfel (bis 18. Oktober)

### Mittwoch, 18. Oktober 2023
- Tokio/Japan: Verleihung des japanischen Kulturpreises Praemium Imperiale an Vija Celmins, Ólafur Elíasson, Diébédo Francis Kéré, Wynton Marsalis und Robert Wilson.

### Donnerstag, 19. Oktober 2023
- Chur/Schweiz: Beginn des Freestyle-Skiing-Weltcups

### Freitag, 20. Oktober 2023
- Montreal/Kanada: Beginn des Shorttrack-Weltcups
- Oviedo/Spanien: Meryl Streep, Haruki Murakami, Hélène Carrère d’Encausse, Nuccio Ordine, Mary’s Meals, die DNDi, Jeffrey Gordon, Everett Greenberg, Bonnie Bassler und Eliud Kipchoge werden mit dem Prinzessin-von-Asturien-Preis ausgezeichnet.

### Samstag, 21. Oktober 2023
- Chur/Schweiz: Beginn des Snowboard-Weltcups

### Sonntag, 22. Oktober 2023
- Bern/Schweiz: Parlamentswahlen
- Bozen/Italien: Landtagswahl in Südtirol
- Buenos Aires/Argentinien: Präsidentschafts- und Parlamentswahlen
- Dessau-Roßlau/Deutschland: Einweihung der Neuen Synagoge
- Frankfurt am Main/Deutschland: Salman Rushdie wird mit dem Friedenspreis des Deutschen Buchhandels ausgezeichnet.
- Hockenheim/Deutschland: Auf dem Hockenheimring geht die 37. Saison der DTM zu Ende.
- Trient/Italien: Landtagswahl in Trentino

### Montag, 23. Oktober 2023
- Berlin/Deutschland: Bei der Bundespressekonferenz wird der Verein BSW – Für Vernunft und Gerechtigkeit der Öffentlichkeit vorgestellt. Zugleich erklären die Bundestagsabgeordneten Ali Al-Dailami, Amira Mohamed Ali, Sevim Dağdelen, Klaus Ernst, Andrej Hunko, Christian Leye, Żaklin Nastić, Jessica Tatti, Alexander Ulrich und Sahra Wagenknecht ihren Austritt aus der Partei Die Linke.
- Frankfurt am Main/Deutschland: Christiane Benner wird als erste Frau zur neuen Vorsitzenden der IG Metall gewählt.

### Dienstag, 24. Oktober 2023
- Cuxhaven/Deutschland: Südwestlich der Insel Helgoland in der Deutschen Bucht stößt die Verity mit der Polesie zusammen und sinkt.

### Mittwoch, 25. Oktober 2023
- Lewiston/Vereinigte Staaten: Mit einer Schusswaffe tötet ein Amokläufer zahlreiche Menschen.

### Samstag, 28. Oktober 2023
- Dili/Osttimor: Kommunalwahlen
- Saint-Denis/Frankreich: Südafrika gewinnt das Endspiel der Rugby-Union-Weltmeisterschaft gegen Neuseeland.
- Sölden/Österreich: Der Alpine Skiweltcup nimmt seinen Auftakt.
- St. Pölten/Österreich: Die Österreichische Nationalmannschaft gewinnt die American-Football-Europameisterschaft.
- Partielle Mondfinsternis

### Sonntag, 29. Oktober 2023
- Kalamassery (Kochi)/Indien: Bei einem Anschlag mit mehreren Sprengsätzen auf eine Veranstaltung von Zeugen Jehovas mit über 2000 Besuchern werden 3 Menschen getötet und dutzende verletzt.[10]

### Montag, 30. Oktober 2023

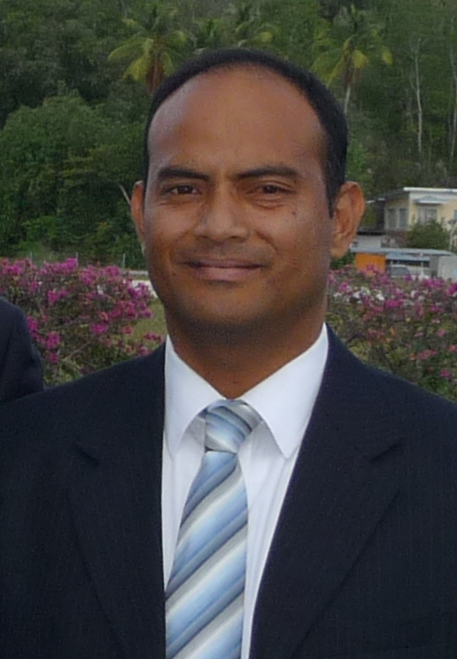
David Adeang (2012)

- Bern/Schweiz: Der Schweizer Wissenschaftspreis Marcel Benoist wird an Ted Turlings verliehen.[11]
- Yaren/Nauru: Russ Kun wird als Präsident abgewählt; Nachfolger wird David Adeang.

### Dienstag, 31. Oktober 2023
- München/Deutschland: Einen Tag nach der konstituierenden Sitzung wählt der Bayerische Landtag Markus Söder (CSU) erneut zum Ministerpräsidenten.[12]